# Raíz (canción)
«Raíz» es una canción y sencillo del músico de rock argentino Gustavo Cerati, escrita por él mismo y editada en su álbum de estudio Bocanada de 1999, el segundo de su carrera en solitario y el primero luego de la separación de Soda Stereo. «Raíz» fue lanzada como primer sencillo del disco en 1999. Fue bien recibida por la mayoría de los críticos y fanáticos del músico. Musicalmente, para muchos es una de las canciones más destacadas del disco.
A pesar de ser el primer sencillo del disco, no contó con la realización de un video musical de promoción. La canción fue interpretada en las giras Bocanada y Siempre es Hoy.

## Letra
El título de la canción y la música se inspiran en la música folclórica altiplánica, características de regiones de Perú, Bolivia y el noroeste de Argentina y Chile. También hace referencias a la fuerte relación de éstas culturas con el amor a la tierra. La letra habla de una manera metafórica sobre una relación amorosa y que nadie podrá extinguir el amor de la pareja.

## Música
«Raíz» tiene una evidente influencia electrónica mezclada con rock alternativo. En la canción, el teclado utiliza un sonido similar al de la pifilca (como en "Cuando pase el temblor"). Durante gran parte de la canción, la batería es remplazada por un bombo y recién casi al final de la canción, suena la batería.
La grabación posee fragmentos de varias canciones. La guitarra en la introducción de la canción fue tomada de la canción "Hyperactive!", de Thomas Dolby, mientras que la sección siguiente contiene otra grabación de guitarra, tomada de la canción "Poor Skeleton Steps Out" de la banda XTC. Antes del segundo verso, se puede escuchar una zampoña tomada de la canción "Del aire al aire" de Los Jaivas, banda a la cual Cerati pidió permiso directamente para hacer uso de la muestra. Durante el estribillo de la canción, se puede escuchar la batería perteneciente a la canción "September 13" de Eumir Deodato y, luego de éste, una flauta tomada de la canción "Iter", perteneciente al álbum The Truth and the Light: Music from the X-Files, del compositor Mark Snow.
Una versión remezclada por Cerati fue producida para la banda sonora de la película Cóndor Crux. Esta versión tiene un sonido más electrónico, muy similar a las composiciones realizadas para la película +Bien.